# Christensonella pachyphylla
Christensonella pachyphylla là một loài thực vật có hoa trong họ Lan. Loài này được (Schltr. ex Hoehne) Szlach., Mytnik, Górniak & Smiszek mô tả khoa học đầu tiên năm 2006.